# ОШ „22. октобар” Бачки Моноштор
ОШ „22. октобар” једна је од основних школа у Сомбору. Налази се у улици Ивана Горана Ковачића 32 у Бачком Моноштору.

## Историјат
Основна школа „22. октобар” је основана 1752. године, када је сазидана и црква. У посебну зграду је измештена 1767, док је прва школска зграда сазидана 1826. године. У почетку је садржала две учионице, а 1880. су направљене још две учионице. Настава се изводила на шокачком дијалекту већинског дела становништва, као и на немачком језику. Од 1886. године се настава изводила и на мађарском језику. Од 1918, након ослобођења, настава је извођена на српскохрватском, мађарском и немачком језику. Године 1894. је подигнута још једна зграда школе, данашња Мала школа, са једном учионицом и станом који је касније претворен у другу учионицу, а трећа је дозидана 1928. Школа је у државне руке прешла 1901. године, а 1907. је сазидано нових шест учионица. Између два светска рата школа је носила име Јосипа Јурај Штросмајера, бискупа ђаковачког. Настава се тада изводила на српском, мађарском и немачком језику у два комбинована одељења. По програму седмогодишњег школовања је започета школска 1945—1946. година. На предлог извршног одбора Социјалистичке Аутономне Покрајине Војводине 22. августа 1950. је основана Осмолетка коју је похађало око шесто ученика у осамнаест до двадесет одељења. Данашњи назив „22. октобар” је добила 13. фебруара 1964. када су оформљена три одељења продуженог боравка, претежно за ромску децу. Градња нове школске зграде је започета 1985. године. Прва фаза градње је завршена у потпуности до 1989, а друга фаза 17. фебруара 2010. када је добила осам нових учионица, информатички кабинет и фискултурну салу. У пролеће 2011. је започета реализација пројекта школе и Покрајинског секретаријата за образовање, изградња спортског терена иза фискултурне сале, у дворишту школе, која је завршена у септембру 2011. Трибине код кошаркашког терена су постављене у јуну 2012. Од школске 2017—2018. године настава се изводи на два наставна матерња језика, српском и хрватском језику. Данас поседује опремљене учионице и кабинете, кабинет за информатику, салу за физичко, спортске терене у школском дворишту и библиотеку. Од страних језика се уче енглески и немачки језик. Настава се одвија у две смене, а школа организује и продужени боравак за своје ђаке. Броји око 350 ученика разврстаних у шеснаест одељења.